# Гандурін Олександр Миколайович
Олександр Миколайович Гандурін (21 березня 1912, місто Іваново-Вознесенськ Владимирської губернії, тепер Іваново, Російська Федерація — 6 серпня 1974, місто Москва, тепер Російська Федерація) — радянський державний діяч, міністр побутового обслуговування населення РРФСР. Депутат Верховної ради РРФСР 7—8-го скликань.

## Життєпис
Народився в родині кустаря-шевця. З 1927 до 1930 року навчався в школі фабрично-заводського учнівства (ФЗУ) в місті Іваново. У 1930—1931 роках — інструктор виробничого навчання школи фабрично-заводського учнівства в Іваново.
Член ВКП(б) з серпня 1931 року.
У 1931—1933 роках — завідувач виробничого навчання, завідувач фабрики-школи ФЗУ імені Варенцової в Іваново.
З 1933 до 1934 року служив у Червоній армії: курсант школи військових льотчиків біля міста Севастополя.
У 1934—1938 роках працював помічником майстра, майстром, начальником цеху, завідувачем виробництва прядильно-ткацької фабрики імені Балашова Івановської області.
У 1938—1941 роках — студент Івановської промислової академії. У 1941 році закінчив Всесоюзний інститут текстильної (легкої) промисловості в Іваново, здобув спеціальність інженера-технолога текстильника.
У 1941—1944 роках — директор Кінешемської прядильно-ткацької фабрики Івановської області; директор Вічузької прядильно-ткацької фабрики «Красный Профинтерн» Івановської області РРФСР.
З грудня 1944 року працював в апараті ЦК ВКП(б): інспектор відділу кадрів текстильної, легкої та місцевої промисловості Управління кадрів ЦК ВКП(б). У листопад 1947 — серпні 1948 року — заступник завідувача відділу кадрів текстильної і легкої промисловості Управління кадрів ЦК ВКП(б).
У серпні 1948 — грудні 1952 року — завідувач сектору текстильної промисловості відділу легкої промисловості ЦК ВКП(б).
У грудні 1952 — травні 1953 року — завідувач підвідділу промислово-транспортного відділу ЦК КПРС. У травні 1953 — червні 1954 року — завідувач сектору промислово-транспортного відділу ЦК КПРС.
У червні 1954 — квітні 1956 року — заступник завідувача відділу промисловості товарів широкого вжитку і продовольчих товарів ЦК КПРС.
У квітні 1956 — червні 1962 року — заступник завідувача промислово-транспортного відділу ЦК КПРС по РРФСР.
У червні 1962 — січні 1963 року — заступник завідувача відділу легкої і харчової промисловості ЦК КПРС по РРФСР. У січні 1963 — жовтні 1965 року — заступник завідувача відділу легкої, харчової промисловості та торгівлі ЦК КПРС по РРФСР.
15 жовтня 1965 — 6 серпня 1974 року — міністр побутового обслуговування населення РРФСР.
Помер 6 серпня 1974 року в Москві.

## Нагороди та відзнаки
- орден Жовтневої Революції
- орден Трудового Червоного Прапора
- орден «Знак Пошани»
- медалі